# Britannia (monnaie)
Ne doit pas être confondu avec Argent Britannia.
Pour les articles homonymes, voir Britannia.
La Britannia est une pièce de monnaie britannique en or émise depuis 1987, en argent depuis 1997, et en platine depuis 2007. La pièce doit son nom à la représentation de Britannia (incarnation féminine de la nation britannique) qui orne son revers. Même si elle possède une valeur faciale, ce n'est pas une pièce de circulation, ni une pièce commémorative. À l'origine, il s'agit d'un Bullion coin, c'est-à-dire d'une pièce émise plutôt en vue de thésaurisation qu'à des fins pratiques, ou commémoratives. Cependant, elle est aujourd'hui également collectionnée par les numismates.

## Britannia en or
La pièce a une valeur faciale de 100 livres sterling et contient exactement une once troy d'or. Il existe également des pièces qui représentent des fractions de la Britannia : demi (en anglais half, valeur faciale : 50 £), quart (quarter : 25 £) et dixième (tenth : 10 £).
Le titre s'élève à 917 pour mille (22 carats). L'alliage est complété avec du cuivre jusqu'en 1989 et de l'argent depuis 1990.
Dimensions de la Britannia d'or
| Dénomination  | D          | Valeur faciale | Diamètre | Poids    |
| ------------- | ---------- | -------------- | -------- | -------- |
| ONE OUNCE     | 1 OUNCE    | 100 £          | 32,69 mm | 31,104 g |
| HALF OUNCE    | 1/2 OUNCE  | 50 £           | 27,00 mm | 15,552 g |
| QUARTER OUNCE | 1/4 OUNCE  | 25 £           | 22,00 mm | 7,776 g  |
| TENTH OUNCE   | 1/10 OUNCE | 10 £           | 16,50 mm | 3,110 g  |

## Britannia en argent
En 1997, le Royal Mint a commencé la production d'une pièce d'argent sous le même nom de Britannia. C'est la plus grande pièce britannique actuellement émise.
L'alliage utilisé est de l'argent avec un titre élevé de 958 millièmes. Ce titre particulier d'argent est désormais désigné comme « argent Britannia », alors que le titre de 925 millièmes est appelé « argent sterling ».
Comme pour la Britannia d'or, la pièce en argent existe en 1 ounce, 1/2 ounce, 1/4 ounce, et 1/10 ounce.
La Britannia d'argent a été émis chaque année depuis 1997, où une version Proof a été mise sur le marché. Dans les émissions des années paires, le revers de la pièce a toujours représenté une effigie de Britannia debout. Toutes les années impaires depuis 1999, c'est un portrait de Britannia qui orne le revers de la pièce. En 2008, la gravure du revers est l'œuvre de John Bergdahl.
Les versions de collection Proof et BU et en version bullion sont commercialisées par The Royal Mint, l'institut monétaire britannique.
Dimensions de la Britannia d'argent
| Dénomination  | D          | Valeur faciale | Diamètre | Poids   |
| ------------- | ---------- | -------------- | -------- | ------- |
| ONE OUNCE     | 1 OUNCE    | 2 £            | 40,00 mm | 32,45 g |
| HALF OUNCE    | 1/2 OUNCE  | 1 £            | 27,00 mm | 16,23 g |
| QUARTER OUNCE | 1/4 OUNCE  | 50p            | 22,00 mm | 8,11 g  |
| TENTH OUNCE   | 1/10 OUNCE | 20p            | 16,50 mm | 3,25 g  |

### Historique des frappesOne Ounce Silver Britannia(£2)
Ci-après le nombre de pièces émises :
| Année | Uncirculated | Proof |
| ----- | ------------ | ----- |
| 1997  | 0            | 4 173 |
| 1998  | 88 909       | 2 168 |
| 1999  | 69 394       | 0     |
| 2000  | 81 301       | 0     |
| 2001  | 44 816       | 3 047 |
| 2002  | 48 215       | 0     |
| 2003  | 73 271       | 1 833 |
| 2004  | 100 000      | 5 000 |
| 2005  | 100 000      | 1 539 |
| 2006  | ???          | ???   |
| 2007  | ???          | ???   |
| 2008  | ???          | ???   |

## Britannia en platine
Depuis 2007, il existe également une version en platine de la Britannia.